# Дірксгорн
Дірксгорн (нід. Dirkshorn) — село в нідерландській провінції Північна Голландія. Входить до муніципалітету Схаген.
Його площа — 10,17 км², а населення станом на 2021 рік становило 1550 осіб.
Перша згадка про населений пункт датується 1573 роком.

## Галерея

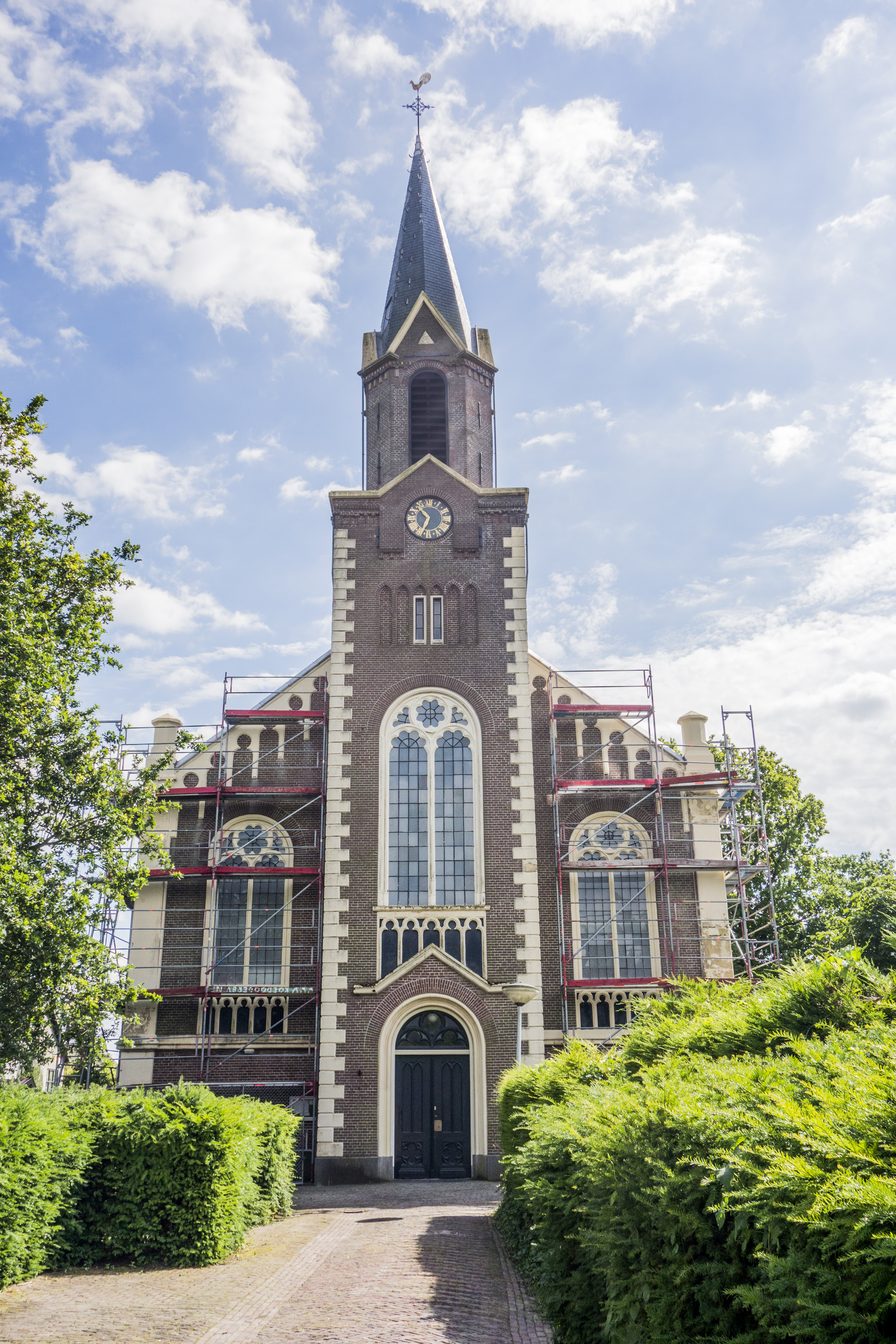
Реформістська церква
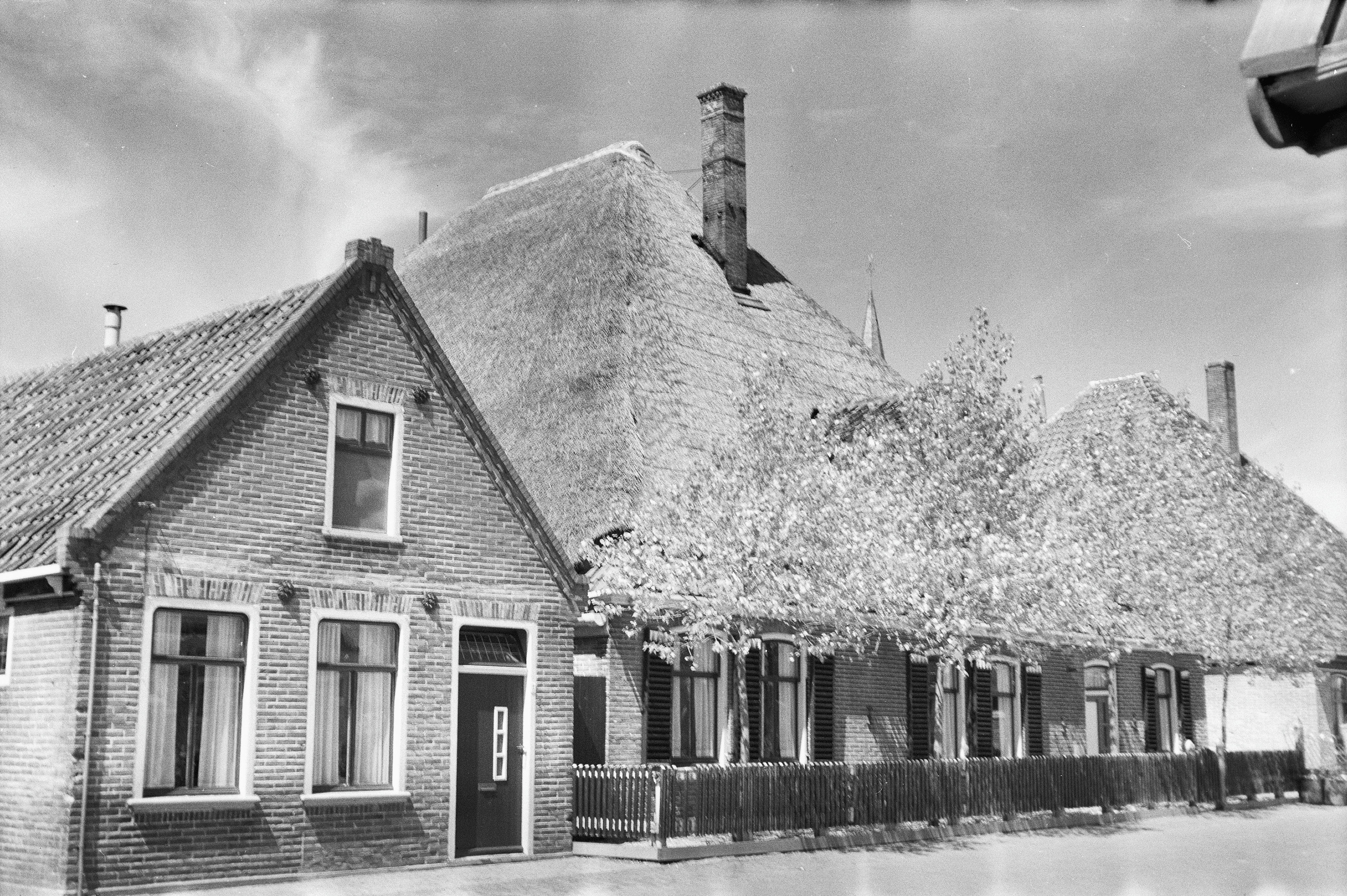
Ферма в селі